# Vinterrejse
|  | Denne artikel er oprettet af botten Steenthbot ud fra en ekstern database. Den kan derfor have sproglige fejl eller mangler. Denne skabelon kan fjernes efter kontrol af indholdet. |

Vinterrejse er en dansk dokumentarfilm fra 2019 instrueret af Anders Østergaard.

## Handling
Under Hitlers ledelse fik jødiske kunstnere i Tyskland mulighed for at fortsætte deres arbejde ved at indgå en djævelsk pagt med Goebbels. Propagandaministeriet havde ladet det Jødiske Kulturforbund danne, en samling af jødiske musikere og teaterfolk, der udelukkende måtte optræde for et jødisk publikum.
```
Filmen undersøger mysteriet og  tragedien om det Jødiske Kulturforbund gennem en familiehistorie fortalt af den amerikanske radiovært Martin Goldsmith. Hans forældre var klassiske musikere i forbundet, indtil de måtte redde livet ved at emigrere til USA. Det er et bevægende og ukendt kapitel af Hitler-Tysklands historie. Men filmen trækker også spor op til en nutid med en fortæller, der bærer på sine forældres traumer og tabuer.
[
1
]
```

## Medvirkende
- Bruno Ganz
- Martin Friedman
- Leonard Scheicher